# Wilhelm Lierhaus
Wilhelm Lierhaus (* 22. März 1909 in Mülheim an der Ruhr; † 21. April 1986 in Hohwacht; vollständiger Name: Gerhard Heinrich Wilhelm Lierhaus) war ein deutscher Architekt, der mit zahlreichen, heute teilweise denkmalgeschützten Industriebauten im Stil der Nachkriegsmoderne für Unternehmen der heutigen ThyssenKrupp AG bekannt wurde. Zu den von Wilhelm Lierhaus entworfenen Gebäuden gehört das 1960 errichtete Hauptschalthaus im ehemaligen Hüttenwerk Meiderich, das heute Verwaltung, Besucherzentrum und Restaurant im Landschaftspark Duisburg-Nord beherbergt.

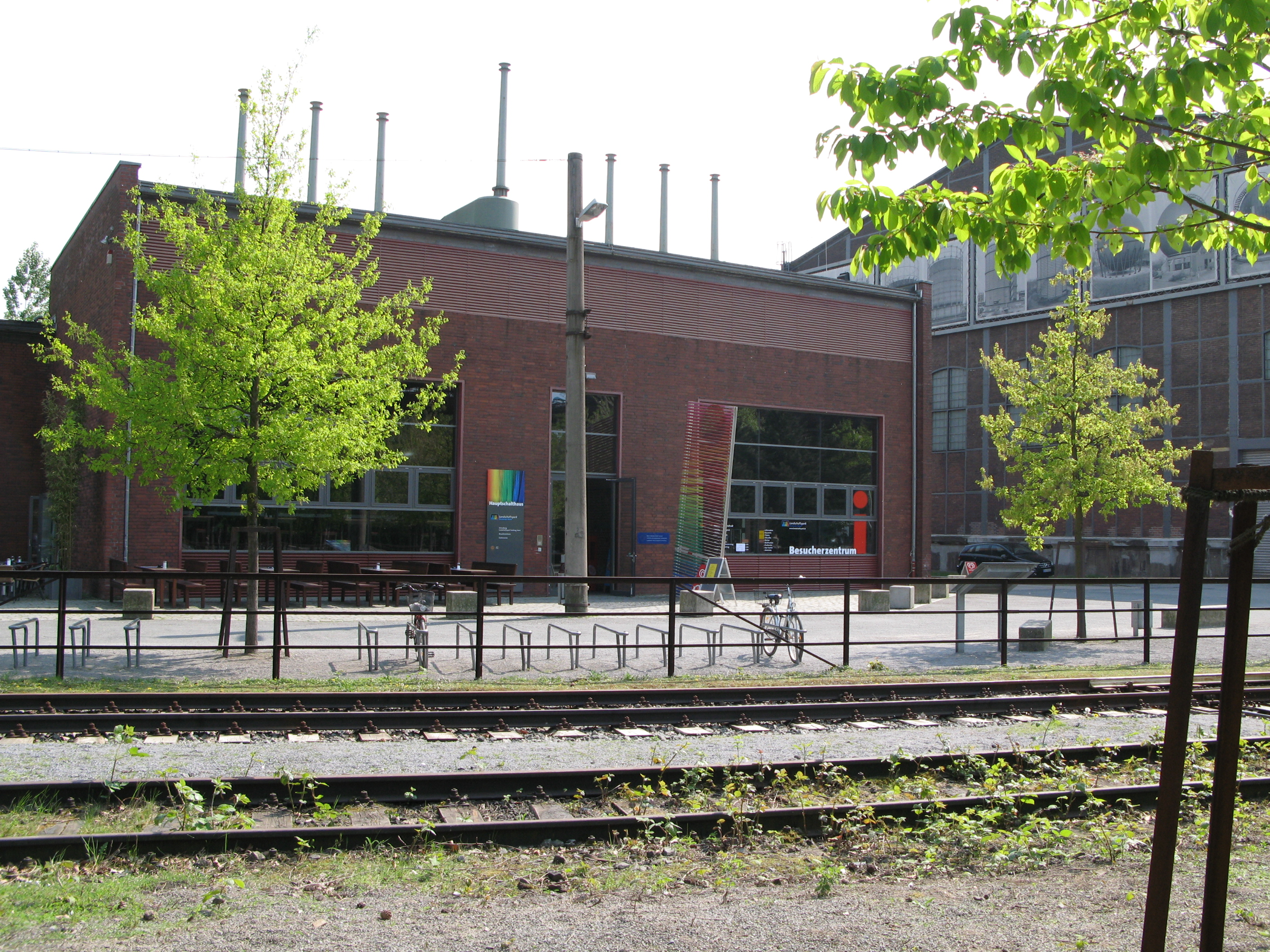
Restaurant im ehemaligen „Hauptschalthaus“ im Landschaftspark Duisburg-Nord

## Beruflicher Werdegang
Wilhelm Lierhaus erlernte zunächst den Beruf des Maschinenbauers in Duisburg und studierte anschließend Architektur und Statik, u. a. in Regensburg. Erste und richtungsweisende Berufserfahrung sammelte er im Ingenieurbüro Hermann Alexander Brassert in Berlin. Dieses war von den Nationalsozialisten 1937 mit der Errichtung eines neuen Hüttenwerks in Salzgitter-Watenstedt innerhalb der Hermann-Göring-Werke beauftragt worden. Wilhelm Lierhaus geriet in amerikanische Kriegsgefangenschaft und ließ sich nach Kriegsende mit einem Architektur- und Ingenieurbüro in Mülheim an der Ruhr nieder. Er gehörte dem Verband Beratender Ingenieure an.

## Bauten
- 1952: Schalthaus West der Meidericher Hütte (1998/1999 Umbau zu einer Metall-Ausbildungswerkstatt)
- 1952–1953: Schalthaus Ost der Meidericher Hütte (Anbau an den Schorstein des Hochofens 1)
- 1960: Hauptschalthaus der Meidericher Hütte (2001/2002 Umbau zum Besucherzentrum)